# Arachnothera juliae
Arachnothera juliae là một loài chim trong họ Nectariniidae.